# Магла
Магла представља кондензовану водену пару у атмосфери при површини тропосфере. По свом саставу се не разликује од облака а једина разлика између облака и магле је по месту где се јављају. Ипак, иста појава може се називати облаком или маглом уколико има контакт са земљом на планинским врховима. Разлика између магле и измаглице је само у густини. Иста појава се назива маглом када је видљивост мања од 1 km, а назива се измаглицом ако је видљивост мања од 2 km. Магла се јавља током целе године и има више утицаја на човека.

## Дефиниција
Термин магла се обично разликује од општијег термина облак по томе што је магла ниска, а влага у магли се често ствара локално (као што је из оближње водене површине, попут језера или океана, или из оближњег влажног тла или мочваре).
По дефиницији, магла смањује видљивост на мање од 1 km, док измаглица узрокује мање смањење видљивости.
За потребе ваздухопловства у Уједињеном Краљевству, видљивост мања од 5 km али већа од 999 m сматра се измаглицом ако је релативна влажност 95% или већа; испод 95%, сматра се сумаглицом.

## Формирање
Магла настаје када је разлика између температуре ваздуха и тачке росе мања од 2,5 °C.
Магла почиње да се формира када се водена пара кондензује у ситне капљице воде које су суспендоване у ваздуху. Неки примери начина на које се водена пара кондензује укључују конвергенцију ветра у областима узлазног кретања; падавине или вирга које падају одозго; грејање током дана доводи до испаравање воде са површине океана, водених површина или влажног земљишта; транспирација из биљака; хладан или сув ваздух који се креће изнад топлије воде; и подизање ваздуха изнад планина. Водена пара нормално почиње да се кондензује на језгрима кондензације као што су прашина, лед и со да би се формирали облаци. Магла, као и њен уздигнути сродни слој, је стабилна основа облака која тежи да се формира када је хладна, стабилна ваздушна маса заробљена испод топле ваздушне масе.

## Утицај на здравље
Магла је опасна за пацијенте са дисајним проблемима, нарочито астматичаре. Може изазвати астматични напад и гушење. Нарочито у градовима где у комбинацији са другим штетним аеро-загађењима чини смог.

## Утицај на саобраћај
Возити по магли, значи кретати се при смањеној видљивости. Возачи користе средња светла, никако дугачка, без обзира на доба дана. Пожељно је отворити прозоре при вожњи и ослушкивати јер се у магли звуци интензивније чују. Брзину кретања возила потребно је прилагодити видљивости и избегавати претицање. Користити сирене и друге звучне изворе ради најаве доласка нпр. у кривину.
У авиосаобраћају, аеродроми који немају радаре се затварају а летови обустављају до даљег. На појединим већим аеродромима постоје уређаји за распршивање магле.

## Утицај на опрему
На морима постоје тзв. „Слане магле“. То су магле са високим процентом соли у себи које изразито агресивно делују на опрему изазивајући убрзану корозију. Утицају „сланих магли“ се посебно, током развоја, излажу војни уређаји, који се израђују за рад на мору. За ову намену се праве посебне климатске коморе које могу да симулирају „слане магле“.

## Радијационе магле
Радијационе магле, су магле које настају када се због хлађења површине тла израчивањем температура ваздуха спусти испод температуре тачке росе. Обично се јављају у току ноћи и могу захватати велику површину.

### Настанак радијационе магле
Настају изнад копна, најчешће током јесени и зиме. Места погодна за формирање радијационе магле су котлине и долине, у које се слива хладан ваздух са падина, као и области близу река, језера и мочвара, због повећане влажности ваздуха. Ипак, овај тип магле се никада не јавља изнад великих водених површина (мора и океани).
Најповољнији метеоролошки услови за формирање радијационих магли су ведре ноћи са слабим ветром и високом влажношћу ваздуха, када је радијационо хлађење подлоге највеће. Скоро увек су везане за постојање слоја са инверзијом температуре ваздуха (појава да температура ваздуха расте са висином уместо да опада).

### Формирање радијационе магле
Након заласка Сунца површина Земље почиње да се хлади израчивањем, хладећи притом и ваздух из најнижег слоја који је у контакту са подлогом. Тада се формира инверзија температуре ваздуха и када се ваздух у приземљу охлади до температуре тачке росе долази до кондензације и формирања магле. Када су услови повољни магла се може формирати већ у првом делу ноћи, а густина и дебљина јој се могу повећавати све до изласка Сунца.

### Разилажење радијационе магле
Након свитања део Сунчевог зрачења допире до површине тла и загрева је. У контакту са подлогом загрева се најнижи слој ваздуха уз тло. При загревању ваздуха долази до испаравања капљица и разилажења магле при тлу, због чега изгледа као да се магла подиже. Магла нестаје прво на периферији јер је ту најтања, па Сунчеви зраци најлакше пролазе до подлоге и загревају је.
Када су ноћи кратке разилажење радијационе магле се дешава у раним јутарњим сатима. У току зиме, када су ноћи дуге, при времену без ветра, дешава се да радијационе магле не ишчезну у току ноћи, већ сваке ноћи постају све дебље и гушће. Овакве дуготрајне магле обично се разиђу тек када под утицајем неког атмосферског поремећаја дође до интензивног мешања ваздуха.

### Висинске радијационе магле
Иако се радијационе магле најчешће јављају при површини тла, при антициклоналном времену могу се формирати и на висини. Уколико на висини постоји слој ваздуха са температурном инверзијом који се интензивно хлади, након што се његова температура спусти испод температуре тачке росе може доћи до формирања магле у том слоју. Таква магла се постепено шири ка тлу и може формирати веома дебео слој.
Висинске радијационе магле прекривају много већу површину од приземних и дуже трају.